# Чимоне
Чимо̀не (на италиански: Cimone, на местен диалект: Zimon, Цимон) е село и община в Северна Италия, автономна провинция Тренто, автономен регион Трентино-Южен Тирол. Административен център на общината е село Ковело (Covelo), което е разположено е на 540 m надморска височина. Населението на общината е 687 души (към 2018 г.).